# Rudolf Ball
Pour les articles homonymes, voir Ball.
Temple de la renommée de l'IIHF : 2004
Temple de la renommée allemand :
Rudolf Ball, dit Rudi Ball, né le 27 mars 1910 à Berlin dans l'Empire allemand et mort en septembre 1975 à Johannesburg en Afrique du Sud, est un joueur allemand de hockey sur glace. Il est considéré comme l'un des meilleurs joueurs allemands d'avant la Seconde Guerre mondiale.
Au cours de sa carrière, il remporte huit titres de champion d'Allemagne. Avec la sélection nationale allemande pour laquelle il joue à 49 reprises, il participe aux Jeux olympiques d'hiver de 1932 (médaille de bronze) et Jeux olympiques d'hiver de 1936 (quatrième), où il est le seul Juif de la délégation allemande dans le contexte de la campagne antisémite du parti nazi.
En 2004, la Fédération internationale de hockey sur glace l'intronise dans son temple de la renommée. Il est aussi membre du temple de la renommée du hockey allemand.

## Biographie

### Débuts et carrière en Allemagne
Rudi Ball commence sa carrière en 1927 avec le SC Brandenburg Berlin. Il joue avec le Berliner SC à la deuxième puis à la première équipe dès 1928, avec ses frères Gerhard et Heinz. Il est champion d'Allemagne pour la première fois en 1929. Il participe à ses premiers championnats du monde en 1930, où son équipe remporte la médaille d'argent. En 1931, il est élu meilleur joueur européen par un journal français. Il prend également part aux Jeux olympiques d'hiver de 1932 à Lake Placid aux États-Unis. Ball marque 3 goals et deux assists en six matches, et est le meilleur joueur de son équipe qui gagne la médaille de bronze dans un tournoi réunissant seulement quatre équipes. Il marque cinq fois en six matches aux championnats du monde 1933.

### Trois ans à l'étranger
À la fin de l'année 1933, les frères Ball vont en Suisse, où ils jouent avec l'EHC Saint-Moritz pendant une saison. Ils évoluent ensuite avec le HC Diavoli Rossoneri Milano en Italie de 1934 à 1936.

### Jeux olympiques de 1936 et retour en Allemagne
Étant juif, Rudi Ball est d'abord écarté de la sélection allemande pour les Jeux olympiques d'hiver de 1936 à Garmisch-Partenkirchen dans son pays. Son coéquipier Gustav Jaenecke, également un des meilleurs joueurs de l'équipe, refuse de jouer sans Ball. Les Allemands rappellent donc Rudi Ball qui, dans le contexte de la campagne antisémite du parti nazi, est le seul athlète juif de toute la délégation allemande. L'équipe allemande termine cinquième du tournoi de hockey. Rudi Ball rejoue avec le Berliner SC avec qui il est à nouveau champion d'Allemagne entre 1936 et 1944, puis avec le SG Eichkamp de 1946 à 1948.

### Fin de carrière en Afrique du Sud
En 1948, Rudi Ball émigre en Afrique du Sud pour rejoindre son frère Heinz, parti dix ans plus tôt. Il continue le hockey et joue en 1949-1950 avec les Tigers I.H.C, puis devient champion d'Afrique du Sud avec les Wolves I.H.C. en 1950-1951. Il joue en 1951-1952 avec une équipe nommée Overseas All-Star team qui joue contre les meilleurs joueurs sud-africains. Ball termine sa carrière en 1952 après avoir marqué en tout plus de 500 buts. Il est ensuite homme d'affaires en Afrique du Sud jusqu'à sa mort en 1975. En 2004, la Fédération internationale de hockey sur glace l'intronise dans son temple de la renommée.

## Trophées et honneurs personnels
- Huit titres de champion d'Allemagne entre 1929 et 1944 avec le Berliner SC
- Un titre de champion d'Afrique du Sud avec les Wolves I.H.C. en 1951
- Vainqueur de trois Coupes Spengler avec le Berliner SC
- 49 sélections en équipe d'Allemagne (19 buts)
- Médaille de bronze aux Jeux olympiques d'hiver de 1932 avec l'équipe d'Allemagne
- Vice-champion du monde 1930 avec l'équipe d'Allemagne
- Membre du Temple de la renommée de l'IIHF depuis 2004
- Membre du temple de la renommée du hockey allemand[1]